# Molophilus (Austromolophilus) gurara
Molophilus (Austromolophilus) gurara is een tweevleugelige uit de familie steltmuggen (Limoniidae). De soort komt voor in het Australaziatisch gebied.